# Linienschifffahrt
Linienschifffahrt oder Kursschifffahrt bezeichnet, im Gegensatz zur Trampschifffahrt, Schiffsverkehre, die mehrere Häfen innerhalb eines Fahrplanes anlaufen. Sie zählen somit zum Linienverkehr. Je nach Strecke, Fahrtgebiet und Ladungs- bzw. Passagieraufkommen werden auf Liniendiensten in der Regel mehrere Schiffe eingesetzt. Dies erhöht die Anzahl der Hafenanläufe, die Ladung kann schneller abtransportiert werden, die Kundenzufriedenheit wird erhöht. Da die Einführung eines Liniendienstes hohe materielle (Schiffe) und organisatorische Probleme (Fahrpläne, Stauung) mit sich bringt, ist es in der Seefahrt üblich, dass Reedereien sich für bestimmte Linien zu Linienkonferenzen zusammenschließen. Üblich sind Liniendienste beispielsweise in der Passagier-, RoRo- oder in der Containerschifffahrt.
Die für die Linienschifffahrt eingesetzten Schiffe werden auch Linienschiffe genannt, meist ist damit aber ein militärischer Schiffstyp gemeint, der wegen der Geschützaufstellung an den Seiten in Kiellinie fuhr.

## Voraussetzungen
Liniendienste in der Seeschifffahrt werden unter anderem durch die Einhaltung bestimmter Kriterien gekennzeichnet:
- Regelmäßigkeit der Lade- und Löschzeiten an vorher feststehenden Tagen und gleichmäßige Verteilung über das Jahr.
- Abfahrtsfrequenz mit ausreichender Häufigkeit.
- Pünktlichkeit der fahrplanmäßigen Abfahrten.
- Operative Stabilität durch Einhaltung des Bedienungsrasters über einen längeren Zeitraum.

## Geschichte

### Die konventionelle Linienschifffahrt 1870–1965

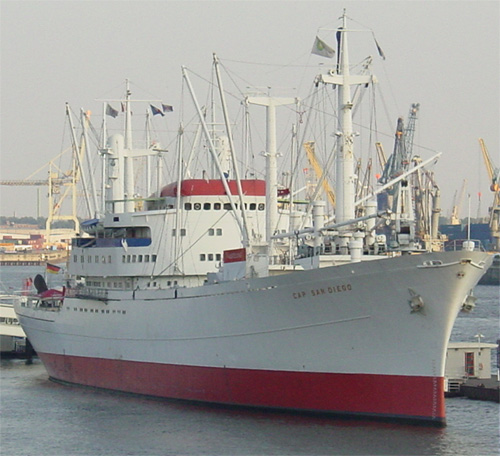
Die Cap San Diego, Beispiel für ein konventionelles Linienschiff

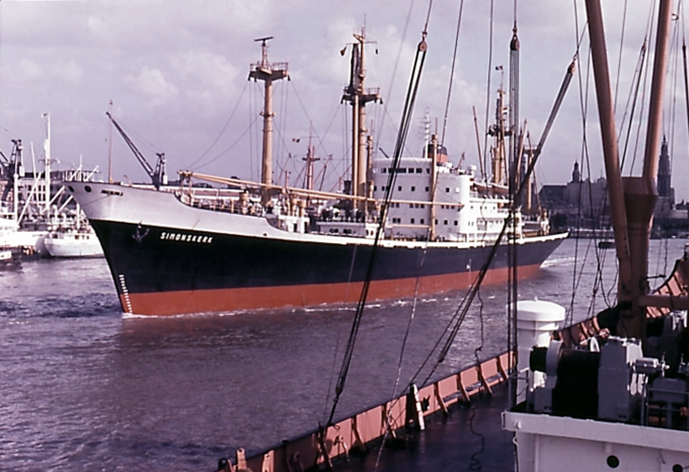
Simonskerk der Vereenigde Nederlandsche Scheepvaart Maatschappij (1963)

Abgesehen von den Vorläufern der Linienschifffahrt, der Börtschifffahrt oder Reihefahrt, wurde Ladung bis etwa 1870 hauptsächlich durch Segelschiffe in der Trampschifffahrt transportiert. Aus der Paketfahrt und dem Transport von Auswanderern entwickelten sich in der ersten Hälfte des 19. Jahrhunderts erste Liniendienste mit Segelschiffen. Die Weiterentwicklung der Dampftechnologie und die Einführung von Telegrafennetzen, gab den Reedern die technischen Möglichkeiten an die Hand, verlässliche Liniendienste mit Dampfschiffen durchzuführen. Ab 1870 entwickelte sich die Linienschifffahrt stürmisch. Die wichtigsten Handelsrouten führten von Europa zu den Kolonien in Asien, Afrika und Südamerika, in Deutschland beispielsweise betrieben durch die Hamburg-Amerikanische Packetfahrt-Actien-Gesellschaft (HAPAG) nach Nordamerika und die Woermann-Linie und die Deutsche Ost-Afrika-Linie (DOAL) nach Afrika.
Bis in die 1970er Jahre hinein war das klassische Linienschiff ein vielseitig nutzbares Stückgutschiff (meist mit eigenem Ladegeschirr), das in der Lage war, eine Mischung aus verschiedenen unterschiedlichen Ladungen (Fertigwaren, Halbfertigwaren, Massengut, Kühlladung, Passagiere, vielfach auch mit Tanks für unterschiedliche flüssige Ladungen ausgerüstet) zu transportieren. Diese Vielseitigkeit führte in der letzten Hälfte des 20. Jahrhunderts zum Bau von sehr teuren, komplexen Spezialschiffen, die exakt auf ihre Fahrtgebiete zugeschnitten waren. Ein Beispiel hierfür ist die Pointe Sans Souci der Compagnie Générale Maritime. Dieses Schiff war für die Europa-Karibik-Fahrt gebaut worden, hatte eine Tragfähigkeit von 8000 Tonnen und Luken für Kühlladung, Container, Fahrzeuge und Ladung auf Paletten. Es war mit Beladungseinrichtungen für Bananen, einer RoRo-Rampe und Tanks für Rum ausgestattet.
Die vermehrte Abspaltung von Ladungsanteilen auf die zu niedrigeren Frachtraten arbeitenden Massengutfrachter, die Konzentration der Hauptlinien zu den industriellen Zentren Europas, Nordamerikas und Japans auf die im Bau und Unterhalt sowie Be- und Entladung verhältnismäßig teuren Stückgutschiffe, aber auch die Unabhängigkeit der meisten Kolonien führten zu Problemen in der konventionellen Linienschifffahrt. Die Befrachter aus dem industriellen Bereich wollten schnellere, sichere und günstigere Transporte. Die Reeder benötigten Schiffe, welche nicht die Hälfte ihrer Einsatzzeit zum Laden und Löschen im Hafen lagen. Dies führte seit den 1950er Jahren unter anderem zum vermehrten Bau von sehr teuren Schnellfrachtern, die man insbesondere auf den sehr langen Liniendiensten einsetzte, da ihr Geschwindigkeitsvorteil hier am besten zum Tragen kam. Gegen Ende der 1960er Jahre gab es vor dem Hintergrund der zunehmenden Containerisierung Versuche, schnelle Varianten der seinerzeit vermehrt preisgünstig gebauten Liberty-Ersatzschiffe in der Linienschifffahrt einzusetzen, u. a. den britischen Typ SD-14 oder die deutschen Typen Trampko und 36L. Die Werft Blohm + Voss versuchte zwischen 1967 und 1971 vergeblich, mit ihrem revolutionären Typ Pioneer (preisgünstige Erstellung nach dem Baukastenprinzip mit weitgehendem Verzicht auf gebogene Bauteile, gleichzeitig in unterschiedlichen Varianten lieferbar) in diesem Segment Fuß zu fassen.

### Die Container-Linienschifffahrt 1960 bis heute

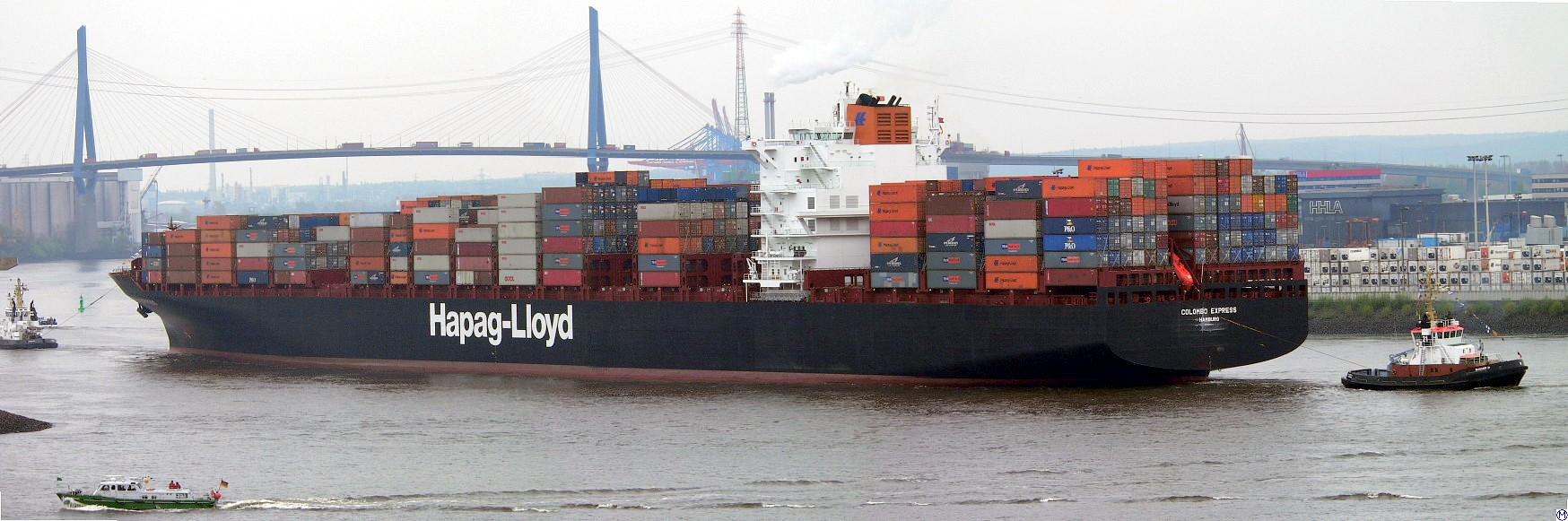
Containerschiff Colombo Express (8.750 TEU)

Die Lösung war die Standardisierung des Ladegutes. In den USA gab es seit 1956 Seeverkehr mit Containern durch die Sea-Land Corporation. Durch die Standardisierung der Abmessungen der Ladeeinheiten konnte die Containerrevolution beginnen. 1966 startete Sea-Land den ersten Container-Liniendienst über den Nordatlantik. Für die Linienschifffahrt bedeutete das massive Investitionen in Containerschiffe, Hafeninfrastruktur und Ladungsumschlag. Dies führte zu Konkursen, Neugründungen, Ausflaggungen und Fusionen sowie einer Diversifikation der gesamten Seeschifffahrt. Eine der größten Reedereien mit einst über 200 universell einsetzbaren Schiffen war die Deutsche Seereederei Rostock - international bekannt als „DSR-LINES“. Spezialschiffe transportieren heute die Ladungen, die früher durch Mehrzweck-Stückgutschiffe transportiert werden konnten (Autotransporter, Produktentanker, Mini-Bulker).
Linienschifffahrt ist heute Teil des kombinierten Verkehrs, die Reedereien bieten nicht nur reinen Seetransport, sondern steuern meist die Abwicklung der gesamten Transportkette von Tür zu Tür. In Deutschland  gehörten mit Stand 1. Januar 1995 auch die beiden in der Container-Linienschifffahrt tätigen Reedereien Deutsche Seereederei Rostock als „DSR Senator Lines Holding GmbH“ und die REEDEREI NSB GmbH aus Buxtehude kurzzeitig zu den Beteiligungen des ehemaligen maritimen Mischkonzerns Bremer Vulkan. Seit 1998 ist auch für die „Giganten der Meere“ in der Container-Linienschifffahrt der bereits 1993 von der Internationalen Seeschifffahrts-Organisation (International Maritime Organization, IMO) verabschiedete International Safety Management Code (ISM-Code) sowohl in der landseitigen Organisation als auch an Bord der Handelsschiffe stets auf seine wirksame Umsetzung zu prüfen und flaggenunabhängig auch einzuhalten. Die globale Schifffahrtskrise ab 2008 führte zu der Erscheinung, dass „plötzlich“ mehr Transportkapazitäten als Ladung zur Verfügung standen und durch dieses Überangebot setzte der ruinöse Preiswettbewerb auch dem Sektor der Container-Linienschifffahrt als wichtigen Bestandteil für die Maritime Wirtschaft erneut zu, so dass es vermehrt zur Flucht der Reeder in eine noch billigere Billigflagge und sowohl zu einer noch größeren Herausforderung für die international tätigen Sicherheitsexperten der Hafenstaatkontrolle zum Schutze der Meeresumwelt als auch zu einer noch größeren Herausforderung beim Gesundheitsschutz der inzwischen stark reduzierten zivilen multinationalen Schiffsbesatzungen führte.